# Eucanippe
Genre
Eucanippe est un genre d'araignées mygalomorphes de la famille des Idiopidae.

## Distribution
Les espèces de ce genre sont endémiques d'Australie-Occidentale.

## Liste des espèces
Selon World Spider Catalog (version 19.0, 13/04/2018) :
- Eucanippe absita Rix, Main, Raven & Harvey, 2018
- Eucanippe agastachys Rix, Main, Raven & Harvey, 2018
- Eucanippe bifida Rix, Main, Raven & Harvey, 2017
- Eucanippe eucla Rix, Main, Raven & Harvey, 2018
- Eucanippe mallee Rix, Main, Raven & Harvey, 2018
- Eucanippe mouldsi Rix, Main, Raven & Harvey, 2018
- Eucanippe nemestrina Rix, Main, Raven & Harvey, 2018

## Publication originale
- Rix, Raven, Main, Harrison, Austin, Cooper & Harvey, 2017 : The Australasian spiny trapdoor spiders of the family Idiopidae (Mygalomorphae: Arbanitinae): a relimitation and revision at the generic level. Invertebrate Systematics, vol. 31, no 5, p. 566-634.